# 建外SOHO

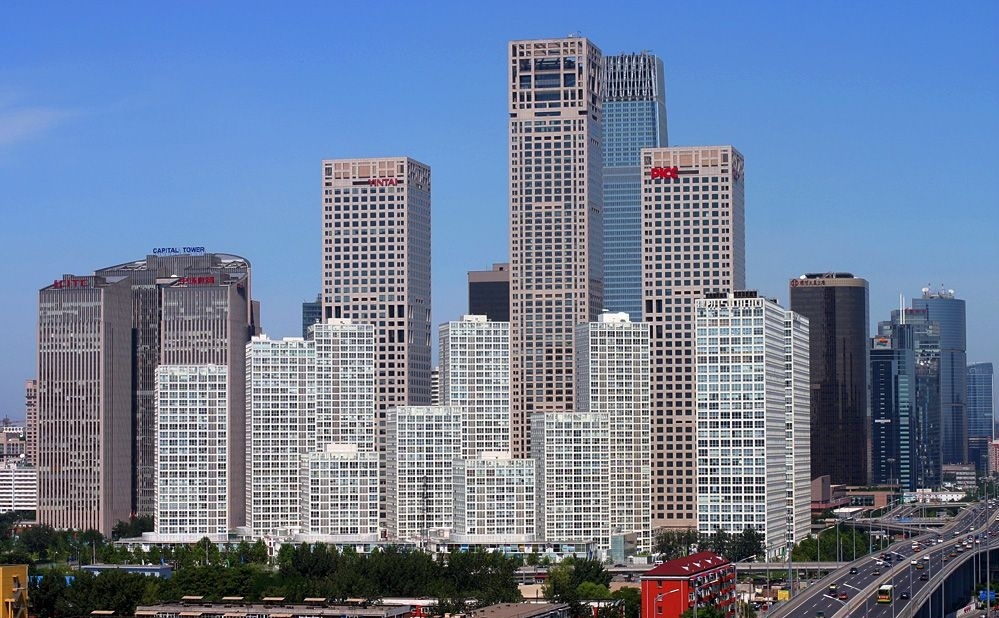
建外SOHO

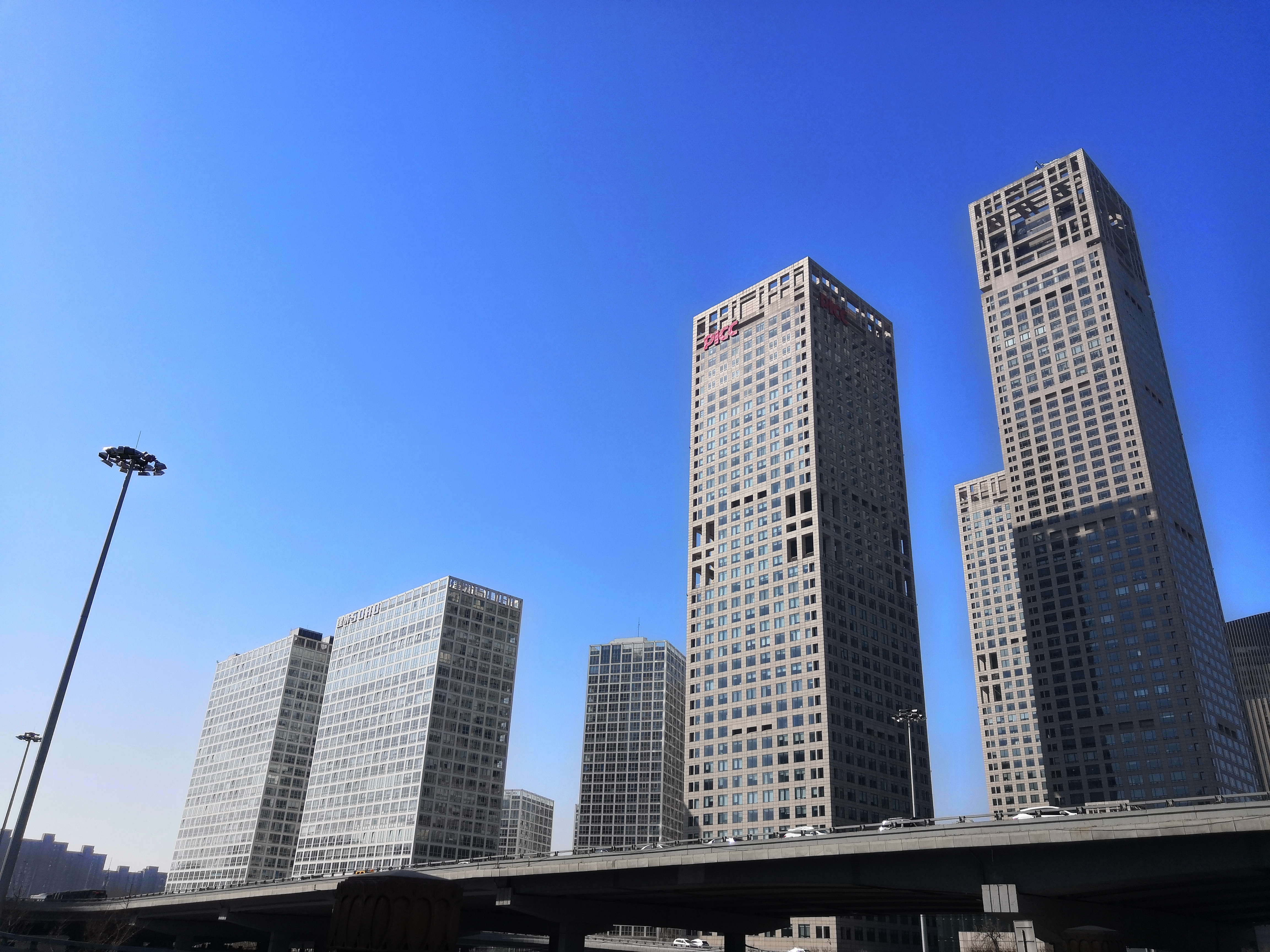
银泰中心

建外SOHO是中國北京一個大型物業發展計劃，由SOHO中国開發，位於朝陽區東三環中路39號，中国国际贸易中心對面。項目由日本建築師山本理顯設計。

## 历史
2007年建成，位於長安街邊，是北京的CBD核心区域，設有住宅、寫字樓、商場及别墅。
39°54′15″N 116°27′12″E / 39.904238°N 116.453404°E

## 外部連結
- 建外Soho